# آلفا گیسوی برنیکه
آلفا گیسوی برنیکه یک ستاره است که در صورت فلکی گیسوی برنیکه قرار دارد.